# Nywa-2 Winnica
Nywa-2 Winnica (ukr. Професійний футбольний клуб «Нива-2» Вінниця, Profesijnyj Futbolnyj Kłub "Nywa-2" Winnycia) – ukraiński klub piłkarski z siedzibą w Winnicy.
W sezonie 1999/2000 występował w rozgrywkach ukraińskiej Drugiej Lihi.

## Historia
Chronologia nazw:
- 1965—sierpień 1979: Łokomotyw-d Winnica (ukr. «Локомотив-Д» Вінниця)
- sierpień 1979—1991: Nywa-d Winnica (ukr. «Нива-Д» Вінниця)
- 1992—kwiecień 1999: Nywa-2 Winnica (ukr. «Нива-2» Вінниця)
- kwiecień 1999—lipiec 2003: Nywa Winnica (ukr. «Нива» Вінниця)
- lipiec 2003—...: Nywa-2 Winnica (ukr. «Нива-2» Вінниця)

Druga drużyna klubu Łokomotywu Winnica została założona w 1965 roku, kiedy startował pod nazwą Łokomotyw-d Winnica w rozgrywkach Mistrzostw ZSRR spośród drużyn rezerwowych. Potem klub nazywał się najpierw Nywa-d Winnica, a potem Nywa-2 Winnica i występował w rozgrywkach lokalnych.
W sezonie 1999/00 klub pod nazwą Nywa Winnica debiutował w Drugiej Lidze Mistrzostw Ukrainy, ale zajął ostatnie, 16 miejsce i pożegnał się z rozgrywkami na szczeblu profesjonalnym.
Dalej zespół występował w rozgrywkach mistrzostw i Pucharu obwodu winnickiego.
Kiedy w 2003 pierwsza drużyna powróciła do nazwy Nywa Winnica, druga drużyna przyjęła nazwę Nywa-2 Winnica.

## Sukcesy
- 16 miejsce w Drugiej Lidze, Grupie A:

1999/2000

## Inne
- Nywa Winnica